# 고불사 대장일람집 권7~10
고불사 대장일람집 권7~10(古佛寺 大藏一覽集 券七~十)은 부산광역시 기장군 철마면 고불사에 있는, 13c 중엽에 조성된 것으로 추정되는 해인사 대장경판전 장판 대장일람집판으로 찍은 것이다. 2009년 5월 29일 부산광역시의 유형문화재 제205호로 지정되었다.

## 개요
'대장일람집'은 대장경에서 중요한 내용을 뽑아 엮은 것으로 대장경에 수록된 여러 경론과 성현들의 전기류(傳記類)를 망라하여 8문(門)으로 크게 나눈 다음, 그 문을 다시 60품(品)으로 세분하고 각 품의 주제에 해당하는 내용을 두루 발췌하여 이용에 편리하도록 집대성해 놓은 사전류의 경전이다. 중국 송나라 영덕(寧德)의 우바새[優婆塞]인 진실(陳實, 12C)이 편찬하여 건안(建安)의 유오삼랑서국(劉五三郞書局)에서 처음 간행·보급하였다. 우리나라에서는 고려 중기부터 간행된 것으로 보인다.
고불사 소장 '대장일람집'은 13c 중엽에 조성된 것으로 추정되는 해인사 대장경판전 장판 대장일람집판으로 찍은 것이다. 닥종이에 인쇄한 목판본으로 10권 중 권7-10의 4권2책 결본이다. 이 판본에는 간기나 인출기록이 없어 정확한 간행시기나 인출시기는 알 수가 없다. 다만 그동안의 연구를 통해 간행시기는 13c 중엽으로 추정되고 있고, 지질이나 책의 형태로 보아 인출은 조선시대에 들어서 이루어진 후쇄본으로 생각된다. 전래본들의 묵흔을 비교해보면 대체로 비슷한 수준의 마모도를 보이고 있다. 비록 결본이고 후쇄본이지만 책의 보존 상태는 대체로 양호하고, 13c 중엽에 조성된 것으로 추정되는 경판으로 찍은 것이어서 당시의 불교 서적 인쇄 상황을 파악하는데 도움이 되는 귀중한 자료이다.

## 참고 문헌
- 고불사 대장일람집 권7~10 - 국가유산청 국가유산포털